# Kriechbaumerella dendrolimi
Kriechbaumerella dendrolimi is een vliesvleugelig insect uit de familie bronswespen (Chalcididae). De wetenschappelijke naam is voor het eerst geldig gepubliceerd in 1986 door Sheng & Zhong.